# 会津ころり三観音
会津ころり三観音（あいづころりさんかんのん）は、福島県会津地方の代表的な三つの観音寺を指す言葉である。

## 三観音
| 氏名               | 氏名 | 宗建年 | 所在地                                   | 宗派           | 本尊               |
| ------------------ | ---- | ------ | ---------------------------------------- | -------------- | ------------------ |
| 弘安寺（中田観音） |      | 1274年 | 福島県大沼郡会津美里町米田字堂ノ後甲147  | 曹洞宗         | 十一面観世音菩薩   |
| 恵隆寺（立木観音） |      | 540年  | 福島県河沼郡会津坂下町大字塔寺字松原2944 | 真言宗豊山派   | 十一面千手観音菩薩 |
| 如法寺（鳥追観音） |      | 870年  | 福島県耶麻郡西会津町野沢字如法寺乙3533   | 真言宗室生寺派 | 聖観世音菩薩       |

## 概要
人間は生を受けてのちは三毒、貪（とん＝むさぼること）、瞋（しん＝いかること）、痴（ち＝おろかなこと）に
よりもろもろの苦悩を受けることになるが、この三観音に巡拝し、罪障消滅を祈願することにより、その苦しみが除かれ、現世においては子孫繁栄、万願成就、寿命安楽などがかなえられ、やがて大往生を遂げられるという。
特に観音堂内にある抱きつき柱にすがれば、死の床に際しても苦しまずに成仏でき、家族に余計な負担をかけずにすむということで「ころり」三観音と呼ばれるようになった。
つまり、「ころり」とは心臓疾患や脳疾患などの突然死を意味するものではない。

## 関係項目
- 弘安寺（中田観音）
- 恵隆寺（立木観音）
- 如法寺（鳥追観音）